# 葛飾区立青戸小学校
葛飾区立青戸小学校（かつしかくりつ あおとしょうがっこう）は、東京都葛飾区青戸にある区立小学校。

## 概要
通常学級の他に、葛飾区唯一の難聴児通級指導学級であるひばり学級と、東京慈恵会医科大学葛飾医療センターに入院中の児童の学習支援のために、葛飾区教育委員会が設置している特別支学級のひまわり学級がある。

## 沿革
- 1950年（昭和25年）7月18日 - 葛飾区立葛飾小学校の分校として開校[4][5]。
- 1951年（昭和26年）4月 - 葛飾区立青戸小学校となる[6]。
- 1962年（昭和37年）4月 - 難聴学級を開設[6]。

## 教育目標
東京都教育委員会や葛飾区教育委員会の教育目標、ならびに葛飾区教育振興基本計画、本校の教育課題、地域や保護者の願い、児童の実態等をふまえ、人権尊重の精神を基調とし、知・徳・体の調和のとれた児童の育成をめざし、次の教育目標を設定する。
- 〇笑顔(かんがえる子ども)
- 〇元気(たくましい子ども)
- 〇思いやり(やさしい子ども)[5]

## 進学先中学校
- 葛飾区立青戸中学校

## 交通
- 京成電鉄本線青砥駅から徒歩10分[7]（経路案内）